# Venitia Govender
Venitia Govender er en sydafrikansk menneskerettighedsaktivist, som har været involveret i research, lobbyisme, advocacy, monitering og advokering af menneskerettighedsspørgsmål i det sydlige Afrika i over 20 år.
Hun har blandt andet en universitetsgrad fra University of Durban-Westville i Sydafrika; hun var med til at koordinere en uafhængig moniteringsorganisation i starten af 90erne i Sydafrika kaldet Peace Action; og hun har været koordinator for det sydafrikanske Politi- og Fængselsvæsens Civilrettigheds-fagforening, POPCRU. 
Venitia Govender er nu en uafhængig konsulent i menneskerettighedsspørgsmål, governance, og peacebuilding i det sydlige Afrika. Igennem de sidste ti år har hun været involveret i blandt andet genetableringen af Sydafrikas og Zimbabwes forhold på civilsamfunds- og anden ikke-regeringsmæssig niveau, været med til at starte Swaziland Democracy Campaign, og er nu derudover konsulent for den zimbabwiske civilsamfundsorganisation, National Constitutional Assembly.    